# Monte Binuluan
Monte Binuluan (también conocido como Ambalatungan) es un volcán remoto en la provincia de Kalinga de la Región administrativa Cordillera (CAR) de Filipinas. La montaña de 2.329 metros (7.641 pies) de altura forma parte de la Cordillera Central en la isla de Luzón, la isla más grande del país. Binuluan presenta vulcanismo activo a través de numerosos campos de fumarolas solfataras y manantiales calientes en su pendiente. Se recibieron informes de posibles erupciones en 1952 y 1986 (o 1987), pero no están verificados.